# Walhalla (South Carolina)
Walhalla is een plaats (city) in de Amerikaanse staat South Carolina, en valt bestuurlijk gezien onder Oconee County.

## Demografie
Bij de volkstelling in 2000 werd het aantal inwoners vastgesteld op 3801.
In 2006 is het aantal inwoners door het United States Census Bureau geschat op 3704, een daling van 97 (-2.6%).

## Geografie
Volgens het United States Census Bureau beslaat de plaats een oppervlakte van
9,7 km², waarvan 9,6 km² land en 0,1 km² water. Walhalla ligt op ongeveer 295 m boven zeeniveau.

## Plaatsen in de nabije omgeving
De onderstaande figuur toont nabijgelegen plaatsen in een straal van 16 km rond Walhalla.